# Turkish Airlines Flight 981
Turkish Airlines Flight 981 var en McDonnell Douglas DC-10 som havererade utanför Paris den 3 mars 1974. Alla 346 människor ombord omkom i den största flygolyckan med ett enda flygplan utan överlevare någonsin. Olyckan är också känd som "Flygkatastrofen i Ermenonville", efter skogen nära Senlis, Oise, där flygplanet havererade.
Haveriet skedde på grund av att bakre lastluckan blåst bort, vilket orsakade dekompression med avslitna styrkablar som lämnade piloterna nästan helt utan kontroll. Luckorna hanterades manuellt enligt vissa rutiner för att säkerställa att de var låsta på rätt sätt. Problem med luckor hade tidigare ägt rum. Undersökningen visade att dessa rutiner kunde kringgås, genom att tvinga handtaget att stängas utan att sprintarna var på plats. Det noterades att sprintarna hade filats ned, vilket gjorde det lättare att stänga dörren, men lämnade dem mindre motståndskraftiga mot tryck. Inte heller hade en stödplatta för handtagskoppling installerats, även om detta arbete hade undertecknats som utfört. Slutligen hade säkerhets-låsningen utförts av en marockansk bagagehanterare som inte kunde läsa de relevanta instruktionerna på turkiska och engelska. Efter katastrofen gjordes designen för låsen om och låsningssystemet uppgraderades väsentligt.

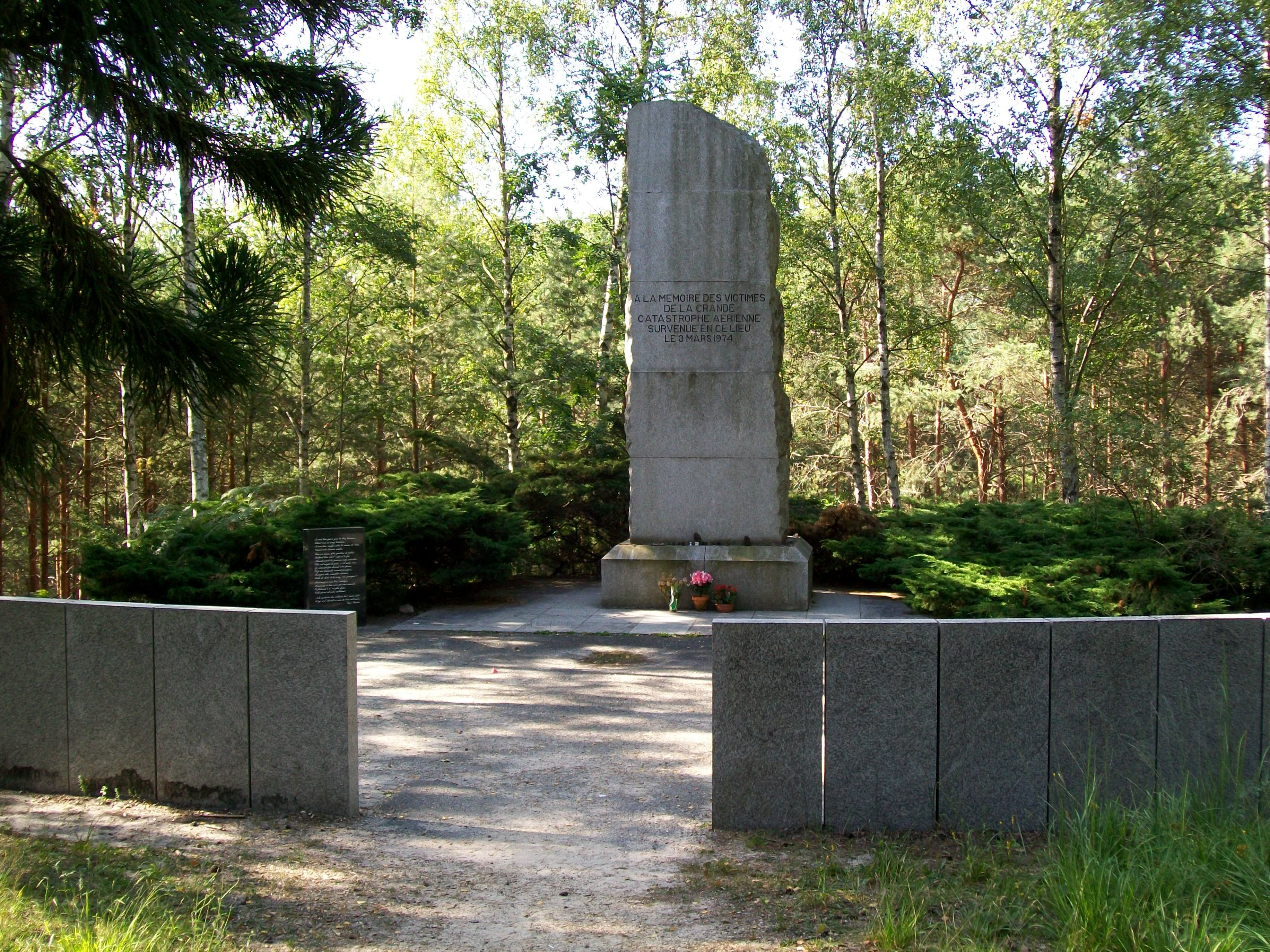
Monument i skogen i Ermenonville.